# Petricolaria
Petricolaria es un género de moluscos bivalvos de la familia Veneridae.

## Especies
El Registro Mundial de Especies Marinas (WoRMS) acepta las siguientes especies como válidas en 2013:
- Petricolaria cognata (C. B. Adams, 1852)
- Petricolaria cultellus (Deshayes, 1853)
- Petricolaria donnae (Petuch, 1998)
- Petricolaria gracilis (Deshayes, 1853)
- Petricolaria pholadiformis (Lamarck, 1818)
- Petricolaria serrata (Deshayes, 1853)
- Petricolaria stellae (Narchi, 1975)

## Usos en el pasado por las poblaciones humanas
Si bien no fue una especie empleada por las poblaciones patagónicas del pasado, se han encontrado algunos pocos ejemplares en concheros de la costa de Santa Cruz, como en bahía del Oso Marino y cabo Vírgenes. Su presencia en los mismos se interpreta como parte del acarreo no intencional al recolectar otras especies consumidas, como Nacella magellanica, Mytilus chilensis o Aulacomya atra. Como tal, se las denomina fauna acompañante.